# Karl Klein (Historiker)
Karl Klein (* 27. Mai 1806 in Weisenau; † 21. November 1870 daselbst) war ein Mainzer Geschichtsforscher und Lokalschriftsteller, der vor allem zu Mainz und dem Großherzogtum Hessen publizierte.

## Leben
Kleins Vater war Beamter im damals französischen Mainz. Seine schulische Bildung erhielt er am Gymnasium der Stadt. Klein studierte von 1825 bis 1829 Philosophie an der Universität Gießen und wurde anschließend Repetitor am Mainzer Gymnasium, wo er 1835 definitiv angestellt wurde. Ab 1855 war er dort auch Bibliothekar.
Er war lange Sekretär und zuletzt Präsident des Mainzer Kunst- und Literatur-Vereins und Vorsitzender des Vereins zur Erforschung der rheinischen Altertümer (Mainzer Altertumsverein). Klein verfasste zahlreiche Beiträge, hauptsächlich epigraphische, historische und kritische, in verschiedenen wissenschaftlichen Zeitschriften und Mainzer Lokalblättern. Er hielt öffentliche Vorträge und beteiligte sich an Philologen- und Lehrer Fortbildungen. Karl Klein legte Publikationen vor, die sich vor allem mit der Geschichte der Stadt Mainz, besonders zu ihrer fast 500-jährigen Zugehörigkeit zum Römischen Reich (→Mogontiacum) und während der französischen Revolutionszeit beschäftigen.

## Ehrungen
Großherzog Ludwig III. ehrte Klein 1859 durch den Titel „Professor“, sowie 1868 durch Verleihung eines Ordens.

## Schriften
- Uebersicht der Denkmäler des Mainzer Museums, In: Bonner Jahrbücher 2, 1843, S. 50–54
- Mainzer Inschriften, In: Bonner Jahrbücher 3, 1843, S. 86–91
- Die Ausgrabungen in Finthen In: Zeitschrift des Vereins zur Erforschung der Rheinischen Geschichte und Altertümer 1, 1845–51, S. 359–362
- Römische Inschriften, welche in den letzten Jahren in und bei Mainz gefunden worden sind (Jacob Becker: Nachträgliche Bemerkungen zu Inschrift Nr. 11 auf S. 197/8), In: Zeitschrift des Vereins zur Erforschung der Rheinischen Geschichte und Altertümer 1, 1845–51, S. 54–87; 199–222; 345–359; 481–503
- Der Grabstein des Blussus Abbildungen von Mainzer Alterthümern, Heft I, mit Erklärungen herausgegeben vom Verein zur Erforschung der Rheinischen Geschichte und Altertümer; Mainz 1848 (Digitalisat).
- Schwert des Tiberius. Verein zur Erforschung der Rheinischen Geschichte und Altertümer, Mainz 1850 (zusammen mit Jacob Becker: Über die römischen Tempel in Mogontiacum. Abbildungen von Mainzer Alterthümern. Heft 2).
- Ueber die Legionen, welche in Obergermanien standen, Mainz 1853.
- mit Jacob Becker: Inscriptiones latinae in terris Nassoviensibus a C. Kleinio et Jac. Beckero editae, Wiesbaden 1855
- Die hessische Ludwigsbahn, topographisch und historisch dargestellt, Mainz 1856
- Mainz und seine Umgebungen, Mainz 1857
- Ueber Gutenberg, den Erfinder der Buchdruckerkunst, Mainz 1857
- Inscriptiones latinae provinciarum Hassiae transrhenanarum, Mainz 1858
- Römische Inschriften, welche in und bei Mainz aufgefunden worden. Fortsetzung von I S. 503 und II S. 222 In:  Zeitschrift des Vereins zur Erforschung der Rheinischen Geschichte und Altertümer 2, 1859–64, 317–346; 443–448
- Der Holzthurm in Mainz In: Zeitschrift des Vereins zur Erforschung der Rheinischen Geschichte und Altertümer 2, 1858–

64, 349–352
- Inschriften in Bingen gefunden, In: Zeitschrift des Vereins zur Erforschung der Rheinischen Geschichte und Altertümer 2, 1859–64, S. 353–354
- Römische Grabsteine, welche bei Zahlbach aufgestellt sind In: Bonner Jahrbücher 28, 1860, S. 74–78
- Die römischen Denkmale in und bei Mainz, welche außerhalb des Museums an öffentlichen Orten sich befinden, Mainz 1861
- Geschichte von Mainz während der ersten französischen Occupation im J. 1792–93, mit Aktenstücken, Mainz 1861
- Das Großherzogthum Hessen historisch und geographisch betrachtet, Mainz 1861
- Rede auf Schiller nach Enthüllung des Schillerdenkmals in Mainz, 1862
- Georg Forster in Mainz 1788–93, Gotha 1863
- Das römische Mainz, Mainz 1869